# Arpino

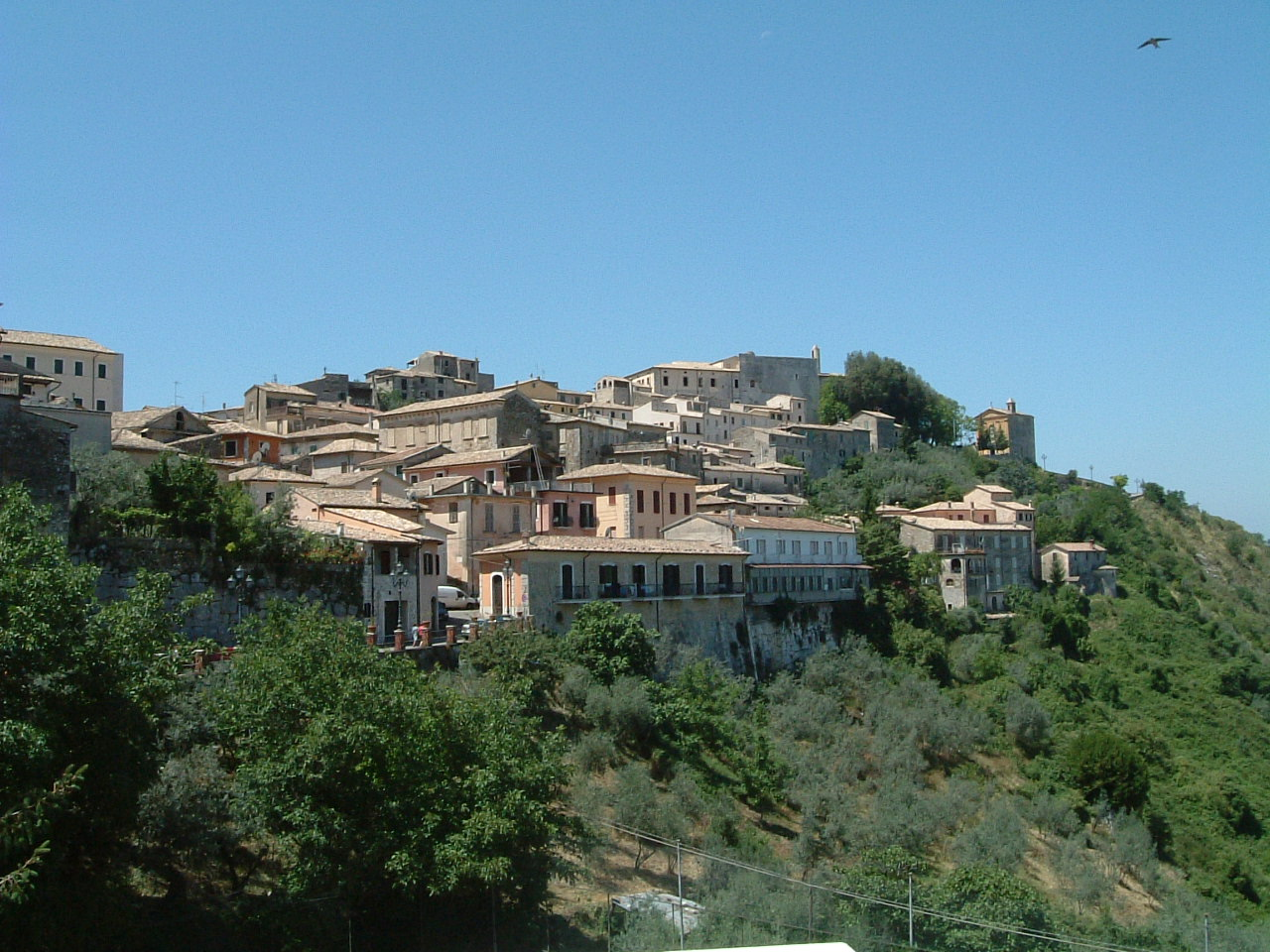
Panorama Arpino

Arpino – miejscowość i gmina we Włoszech, w regionie Lacjum, w prowincji Frosinone.
Według danych na rok 2004 gminę zamieszkiwało 7430 osób, 135,1 os./km².
Miejsce urodzenia Marka Tulliusza Cycerona i rzymskiego wodza Gajusza Mariusza.